# Hidrografia do Azerbaijão

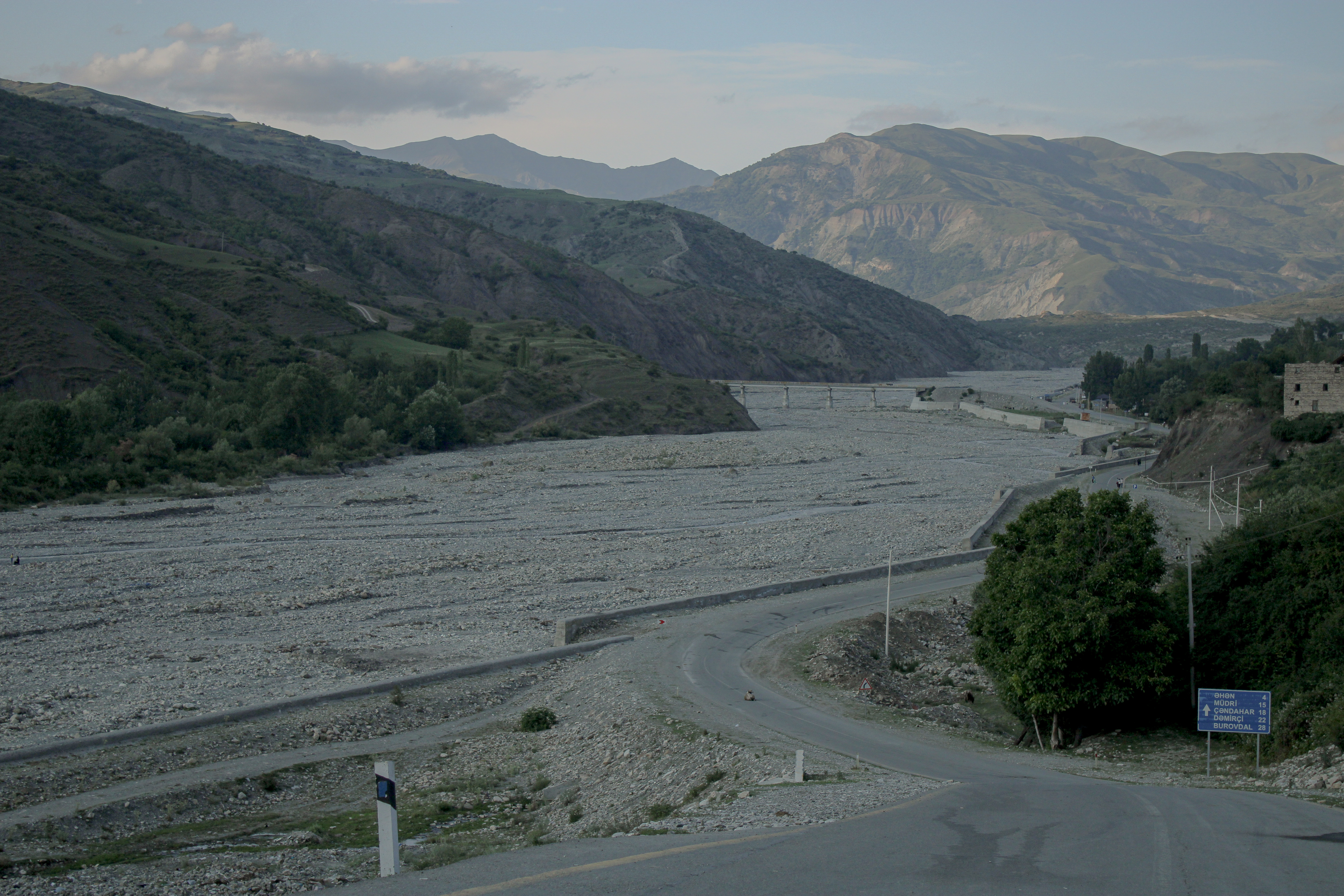
Rio Girdimançay

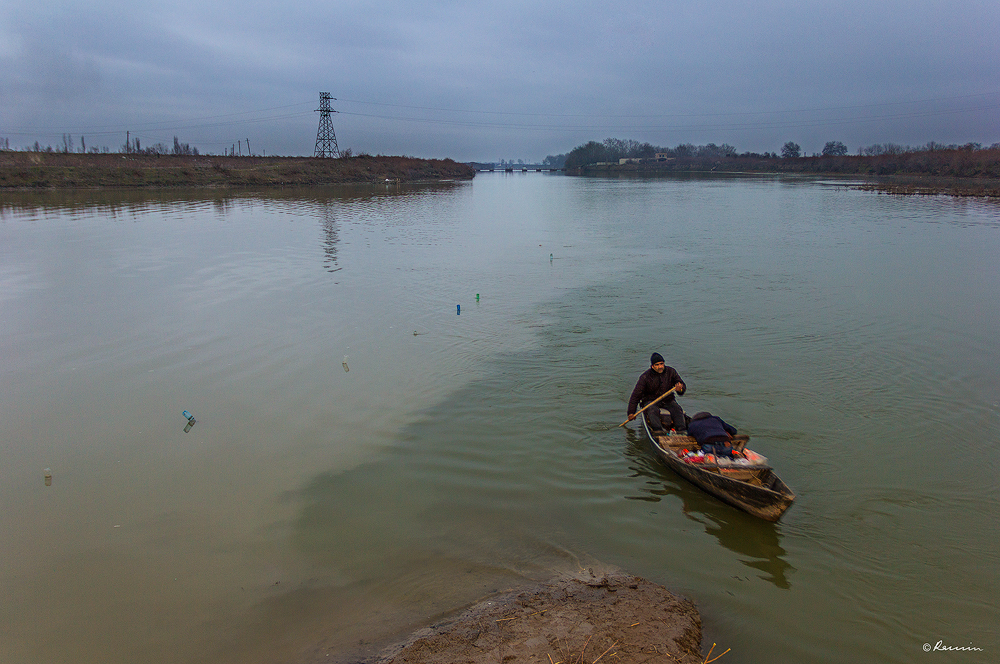
Encontro do Rio Kura e Rio Aras.

A Hidrografia do Azerbaijão desempenha um papel vital na vida cotidiana, na economia e no meio ambiente do país. Dos rios que sustentam a agricultura à vastidão do Mar Cáspio, os recursos hídricos do Azerbaijão são uma fonte de vida e sustento para milhões de pessoas. É essencial proteger e gerenciar esses recursos de forma responsável para garantir um futuro próspero para as gerações futuras. O Azerbaijão, uma nação localizada na encruzilhada da Europa Oriental e da Ásia Ocidental, possui uma hidrografia diversificada, influenciada por sua geografia única e pela presença do vasto Mar Cáspio.

## Rios Principais
O Azerbaijão é atravessado por vários rios importantes, sendo o mais significativo o Rio Kura, que nasce na Turquia e flui através da Geórgia antes de entrar no Azerbaijão. O Kura é o maior rio do país e desempenha um papel crucial na agricultura, no abastecimento de água e na geração de energia hidrelétrica. Estende-se por 1.515 quilômetros e cobre uma área de 188 mil quilômetros quadrados. Ao longo de seu curso, o Rio Kura passa por importantes cidades azerbaijanas, como Mingachevir e Ganja, antes de desaguar no Mar Cáspio.
Outro rio relevante é o Rio Aras, que forma parte da fronteira entre o Azerbaijão e a Armênia. O Aras desempenha um papel importante no fornecimento de água para a agricultura e no transporte fluvial na região. O rio Araz cobre uma área de 86 mil quilômetros quadrados até sua junção com o rio Kur. Ele tem sua origem nas montanhas Bingol, na Turquia, a uma altitude de 3.300 metros. No geral, o rio Araz forma a fronteira do Azerbaijão com a Turquia e o Irã. Ele passa pelo Azerbaijão em seus últimos 80 quilômetros e se junta ao rio Kur perto de Sabirabad.
Esses dois rios pertencem ao grupo de rios que fluem plenamente sob a influência da neve e das chuvas na primavera e das chuvas no outono.
O clima exerce o maior impacto no fluxo dos rios no Azerbaijão. O aumento intenso da temperatura causa o derretimento da neve em altitudes superiores a 1500. O derretimento da neve se intensifica ainda mais após fortes chuvas de abril e maio. A neve derrete de forma mais intensa nas altitudes mais altas (acima de 2500-3000 metros) de abril até junho. O processo de derretimento influencia o fluxo dos rios mesmo no verão. Assim, a água derretida da neve, absorvida pelo solo, emerge na superfície e eleva o nível da água nos rios. As bacias fluviais baixas (exceto as da região de Talysh) são menos influenciadas pelas precipitações na primavera e no verão. As chuvas de inverno e outono representam a maior parte das precipitações na região de Talysh.
Os rios são menos cheios de água no verão no Azerbaijão. Chuvas intensas que podem ocorrer ocasionalmente em julho e agosto causam inundações, causando danos agrícolas. Inundações graves foram registradas nos rios das encostas sudoeste do Cáucaso Maior, parte de Zengezur. Os rios do Cáucaso Maior e Menor fluem principalmente nas estações quentes, enquanto os rios das regiões de Talysh fluem nas estações mais frias do ano. Os rios que fluem nas estações quentes representam a maior parte de todos os rios (60-80%). Tais fluxos sazonais são difíceis de usar industrialmente.
No geral, os rios da República do Azerbaijão são divididos em dois grupos, de acordo com seu regime de água: 1) rios de regime de fluxo pleno; 2) rios de regime de inundação. Os rios de inundação são os rios Lankaran e os rios episódicos de Gobustan. Outros rios estão incluídos no primeiro grupo de rios. A topografia complexa e outros fatores naturais causam um fluxo não padrão em todo o país. O fluxo aumenta com a altitude e atinge o auge em uma certa altura (2800, na encosta nordeste do Cáucaso Maior, 2000-2200-em sua encosta sul e 2200-2400 no Cáucaso Menor). O fluxo começa a declinar de acima da altura indicada. Devido às especificações orográficas das montanhas Talysh, o fluxo é inconsistente com a altura média. Ele diminui com o aumento da altitude nas montanhas Talysh, enquanto em algumas áreas aumenta com a altitude. Os rios do Azerbaijão carregam uma grande quantidade de sedimentos, resultado da erosão nas bacias dos rios.

## Mar Cáspio e Lagos
O Azerbaijão compartilha uma fronteira significativa com o Mar Cáspio, o maior corpo de água fechado do mundo. O Mar Cáspio não só fornece recursos pesqueiros vitais para o Azerbaijão, mas também é um importante centro de transporte marítimo e uma fonte de energia, devido aos seus vastos depósitos de petróleo e gás natural. Além do Mar Cáspio, o Azerbaijão abriga vários lagos de água doce, incluindo o Lago Göygöl, localizado no oeste do país. O Lago Göygöl é conhecido por sua beleza cênica e sua importância ecológica como habitat de várias espécies de aves aquáticas.

## Barragens e Usinas Hidrelétricas
O Azerbaijão possui várias barragens e usinas hidrelétricas ao longo de seus rios, que desempenham um papel crucial na geração de energia elétrica e no controle de enchentes. A Barragem de Mingachevir, localizada no Rio Kura, é uma das maiores do país e desempenha um papel importante na produção de energia hidrelétrica e no fornecimento de água para irrigação.

## Desafios e Conservação
Apesar da importância dos recursos hídricos para o Azerbaijão, o país enfrenta desafios significativos relacionados à poluição da água, à degradação do habitat e à escassez de água em algumas regiões. A gestão sustentável dos recursos hídricos e a conservação dos ecossistemas aquáticos são fundamentais para garantir um futuro próspero e sustentável para o Azerbaijão.